# Natuursteen

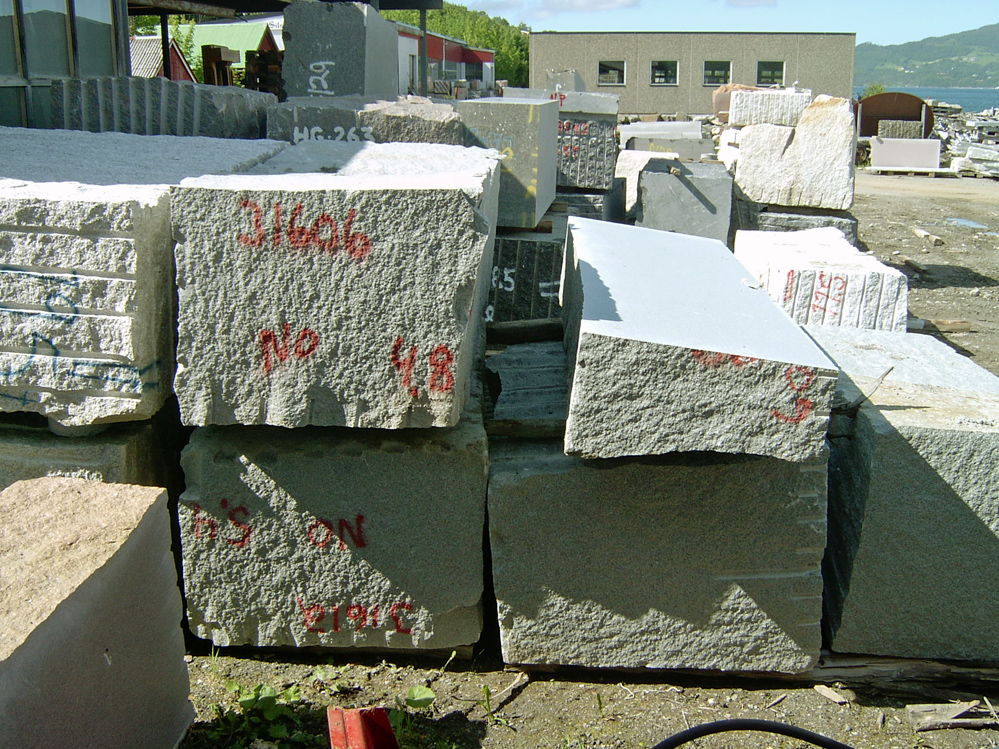
Blokken graniet in een steenzagerij

Natuursteen is in de bouwkunde en civiele techniek een gesteente, dat in de natuur wordt aangetroffen en dat na een eventuele bewerking, geschikt is als bouwmateriaal.
Natuursteen treft men aan in vele variëteiten. Naast hetgeen lokaal wordt gewonnen importeert men gesteenten uit de hele wereld in Nederland en België. Gewoonlijk wordt een onderverdeling gemaakt in:
- stollingsgesteente: onder andere granieten, trachieten en basaltlava's
- afzettingsgesteente: onder andere kalkstenen, zandstenen en tuffen
- metamorf gesteente: zoals gneis en marmer

## België
In België worden diverse soorten steen gewonnen, met name de witte en de donkere kalksteensoorten (afzettingsgesteenten)

### Witte kalkstenen
De lichte Belgische kalkstenen zijn veel toegepast als gevelbekleding (parementwerk), en de Balegemse ook voor geprofileerd werk en beeldhouwwerk, niettegenstaande de beperkte afmetingen.
- Gobertange, een (5-10%) zandhoudende kalksteen, die op 18 tot 25 meter diep in schollen wordt gedolven
- Balegemse steen of Ledesteen, een eveneens (12-36%) zandhoudende en polijstbare kalksteen, gevonden op geringere diepte dan Gobertange.

### Donkere kalkstenen
De donkere Belgische kalkstenen zijn opgebouwd uit vrijwel zuivere kalk, met lichte koolstofverontreiniging (kolenkalksteen)
- Doornikse steen, diepzwart van kleur, verwering zilvergrijs, uit de omgeving van Doornik
- Arduin ofwel Belgische hardsteen, blauwgrijze kolenkalksteen gewonnen onder andere in de Carrières du Hainaut
- Namense steen, grijs, verwering zilvergrijs
- Belgisch zwart marmer, eigenlijk geen marmer maar een kalksteen

### Belgische marmers
Marmers vallen onder de metamorfe gesteenten. Onder andere worden gewonnen:
- Rouge royal, rood-grijs-wit gevlekt
- Rouge griotte
- Rouge Saint-Rémy
- Bleu Belge, diep blauwzwart met witte aderen
- Saint-Anne, donkergrijs tot zwart met witte en grijze vlekken en aderen[1]
- Marbre noir de Theux [fr][2]
- Marbre noir de Tournai[2]

## Nederland

### Vindplaats
Mergel, kalksteen en zandsteen zijn de enige soorten natuursteen die in Nederland voorkomen. Mergel wordt nu alleen nog gedolven nabij Sibbe. Zandsteen werd in het verleden onder meer gewonnen in het Twentse Losser. Deze groeve is nu gesloten. Over de grens met Duitsland wordt nog wel zandsteen gewonnen, zoals de Bentheimer zandsteen uit Gildehaus. Kalksteen wordt gewonnen in de steengroeve bij Winterswijk.

### Gebruik
Het eerste gebruik van natuursteen in de Nederlandse architectuur gaat terug tot de middeleeuwen toen (romaanse) kerken gebouwd werden met tufsteen uit de Eifel. In Zuid-Limburg werd veel mergel gebruikt voor de bouw.

## Soorten natuursteen in België en Nederland
Traditioneel:
- Bentheimer en Obernkirchener zandsteen, uit Duitsland, toepassingen: Paleis op de Dam
- Blauwe hardsteen, crinoïden kalksteen uit de Ardennen, diverse toepassingen
- Leisteen, Ardennen, dakbedekkingen
- Tufsteen, Eifel, diverse toepassingen waaronder middeleeuwse kerken
- Mergel, Zuid-Limburg, diverse toepassingen
- Basalt, Eifel en later ook India, meestal voor waterkeringen

Modern:
- Travertijn, diverse herkomstgebieden, onder andere toegepast voor het Monument op de Dam
- Graniet, diverse herkomstgebieden, binnenhuisarchitectuur en als bekleding in de waterbouw
- Marmer, diverse herkomstgebieden, binnenhuisarchitectuur

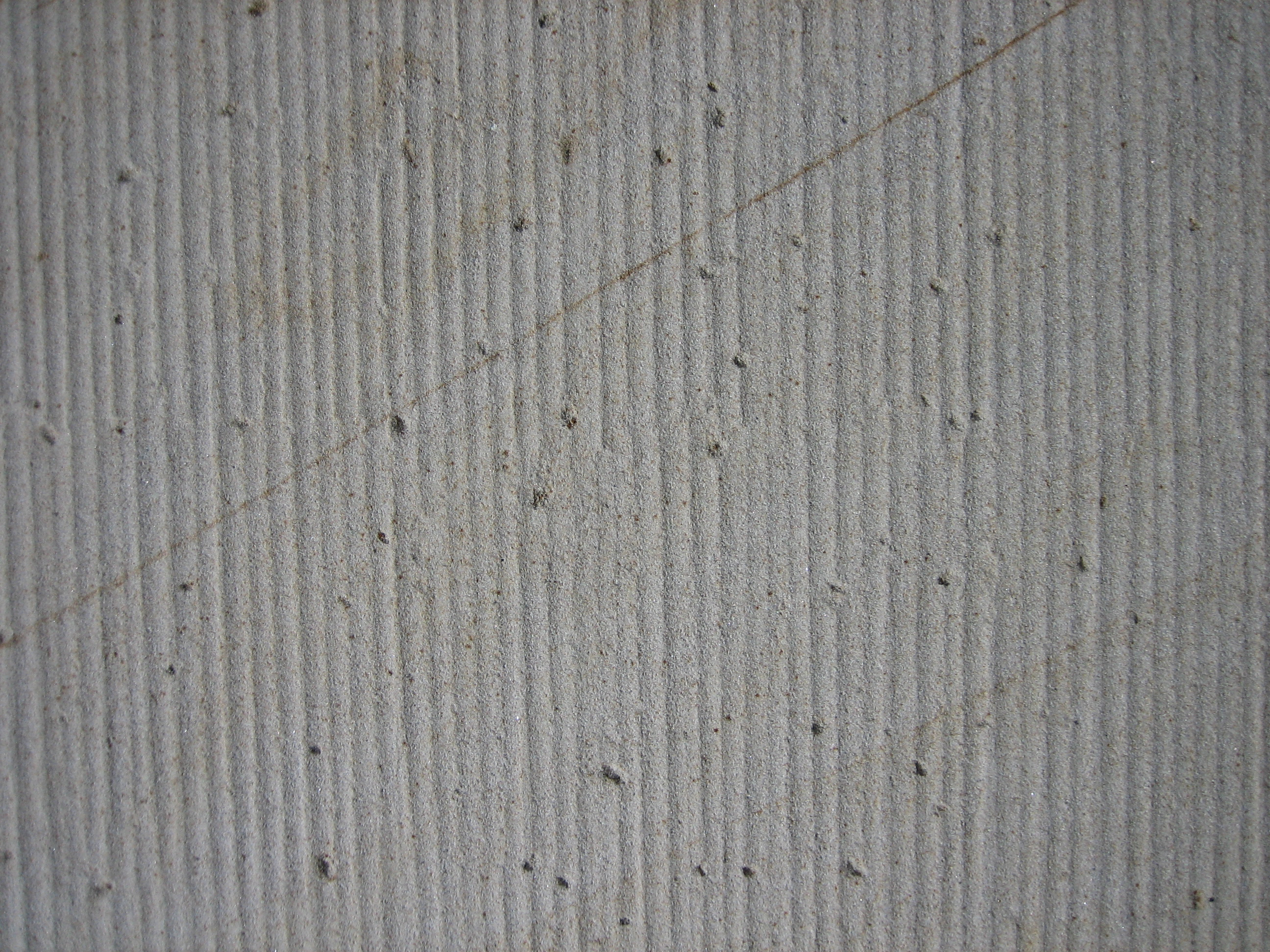
Duitse zandsteen, gescharreerd
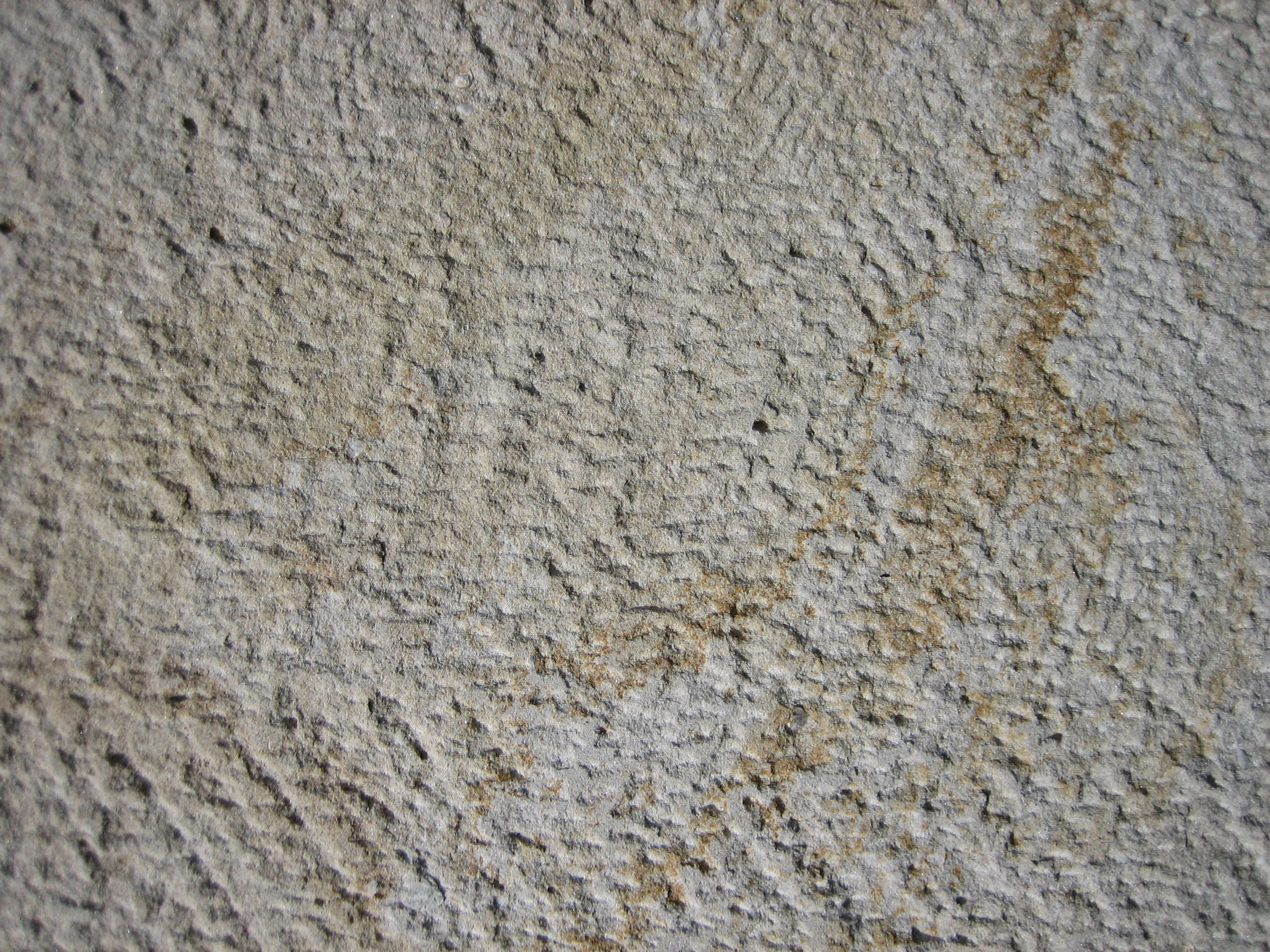
Duitse zandsteen, met de grendel bewerkt
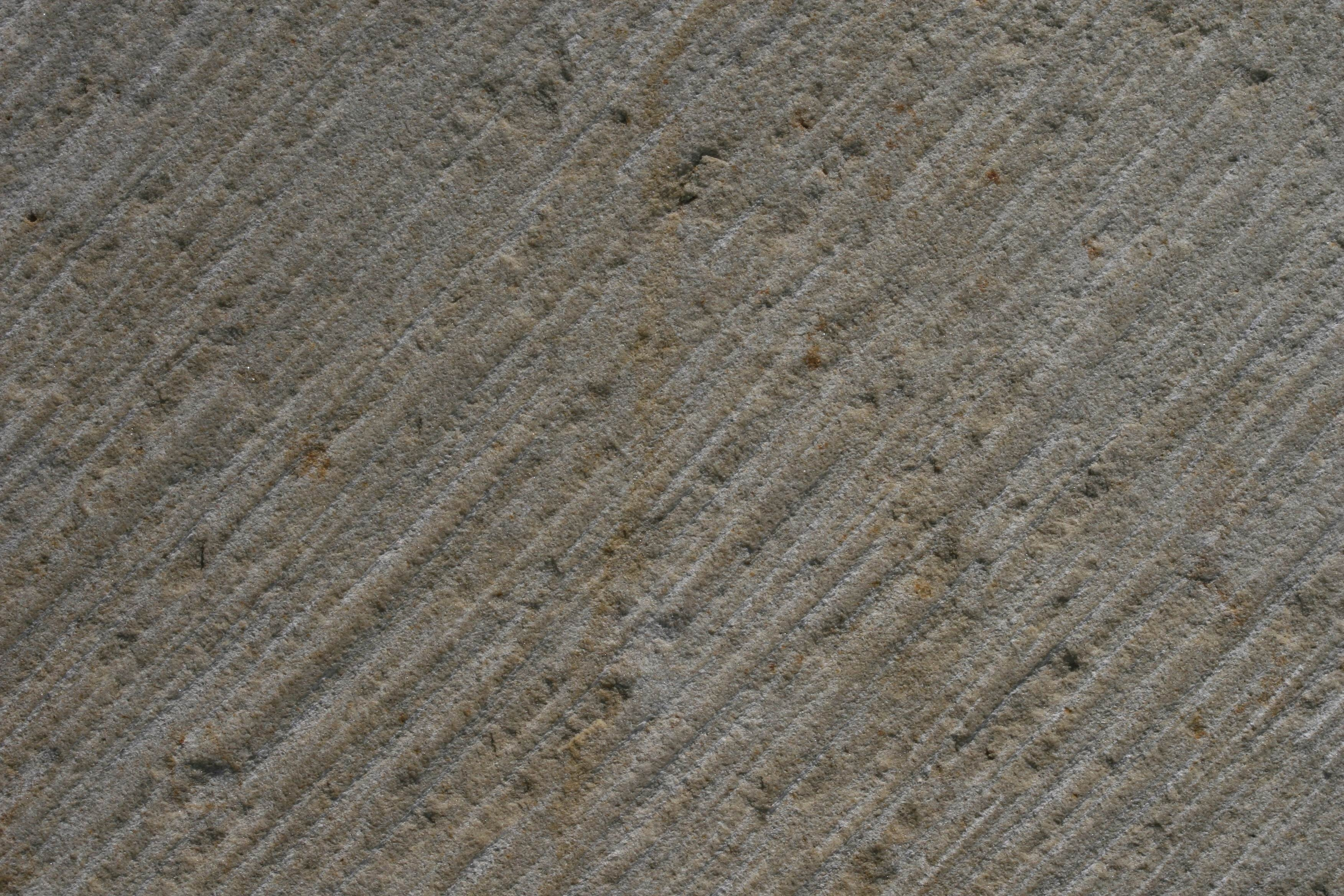
Obernkirchener zandsteen, met de vlecht bewerkt
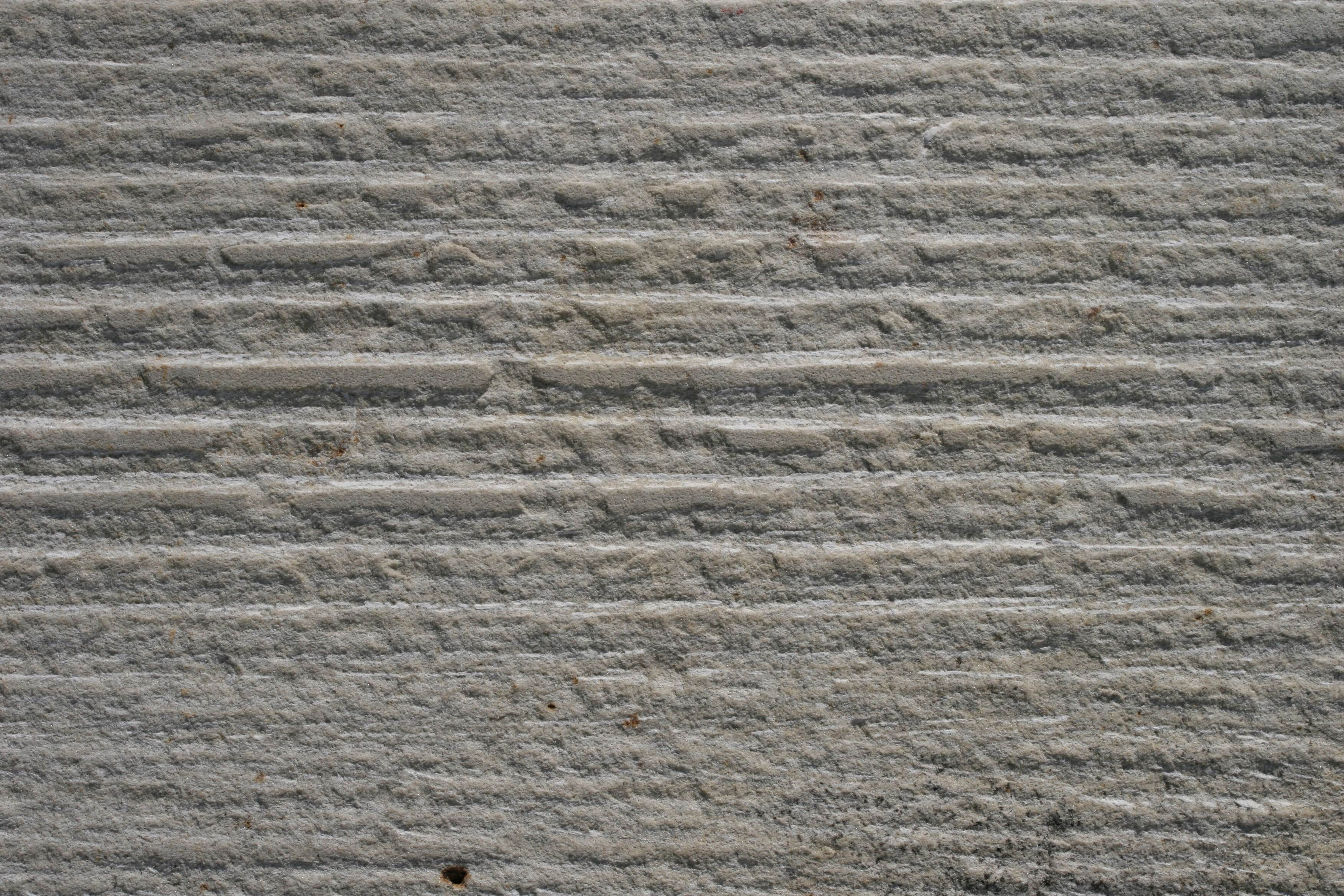
Obernkirchener zandsteen, met de steenzaag 'gefrijnd'
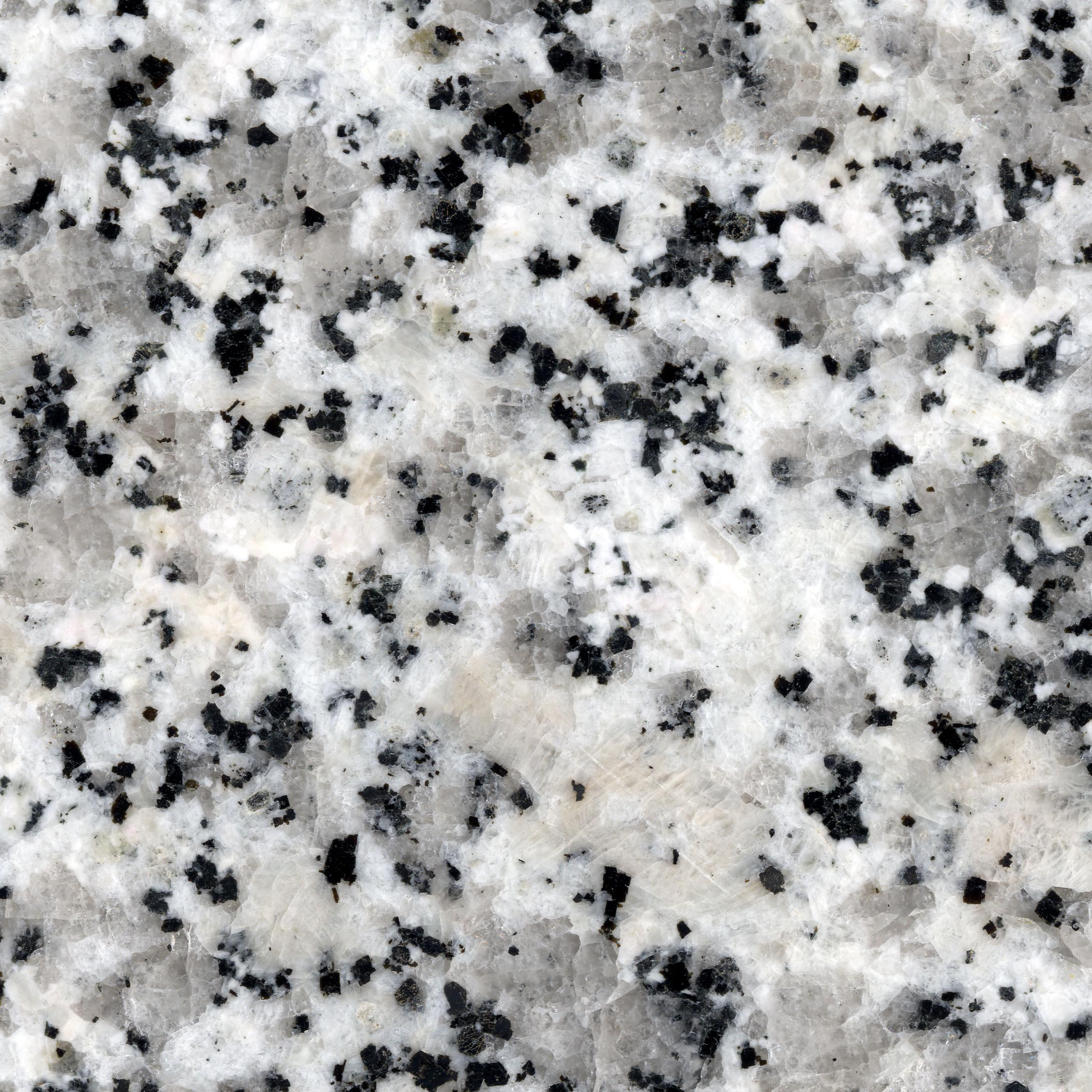
Gepolijst graniet uit Frankrijk
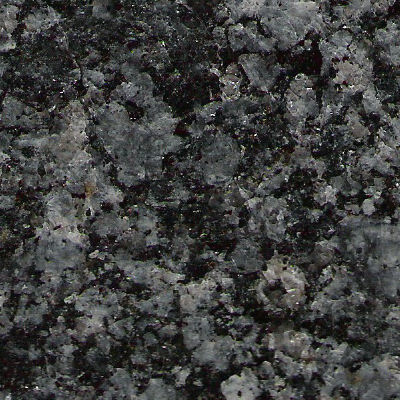
Gepolijst graniet "Azul noce" uit Spanje
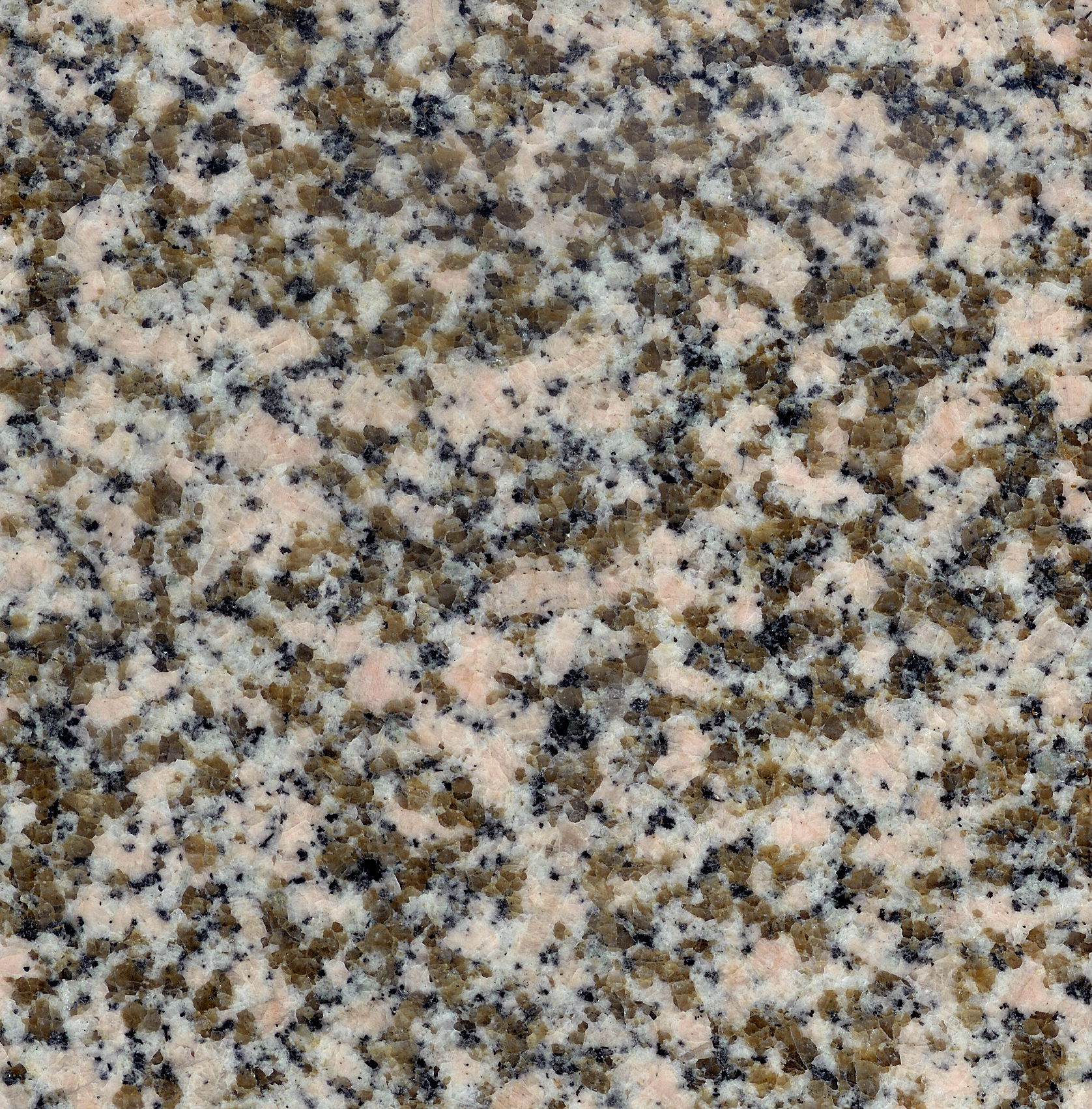
Gepolijst graniet uit China
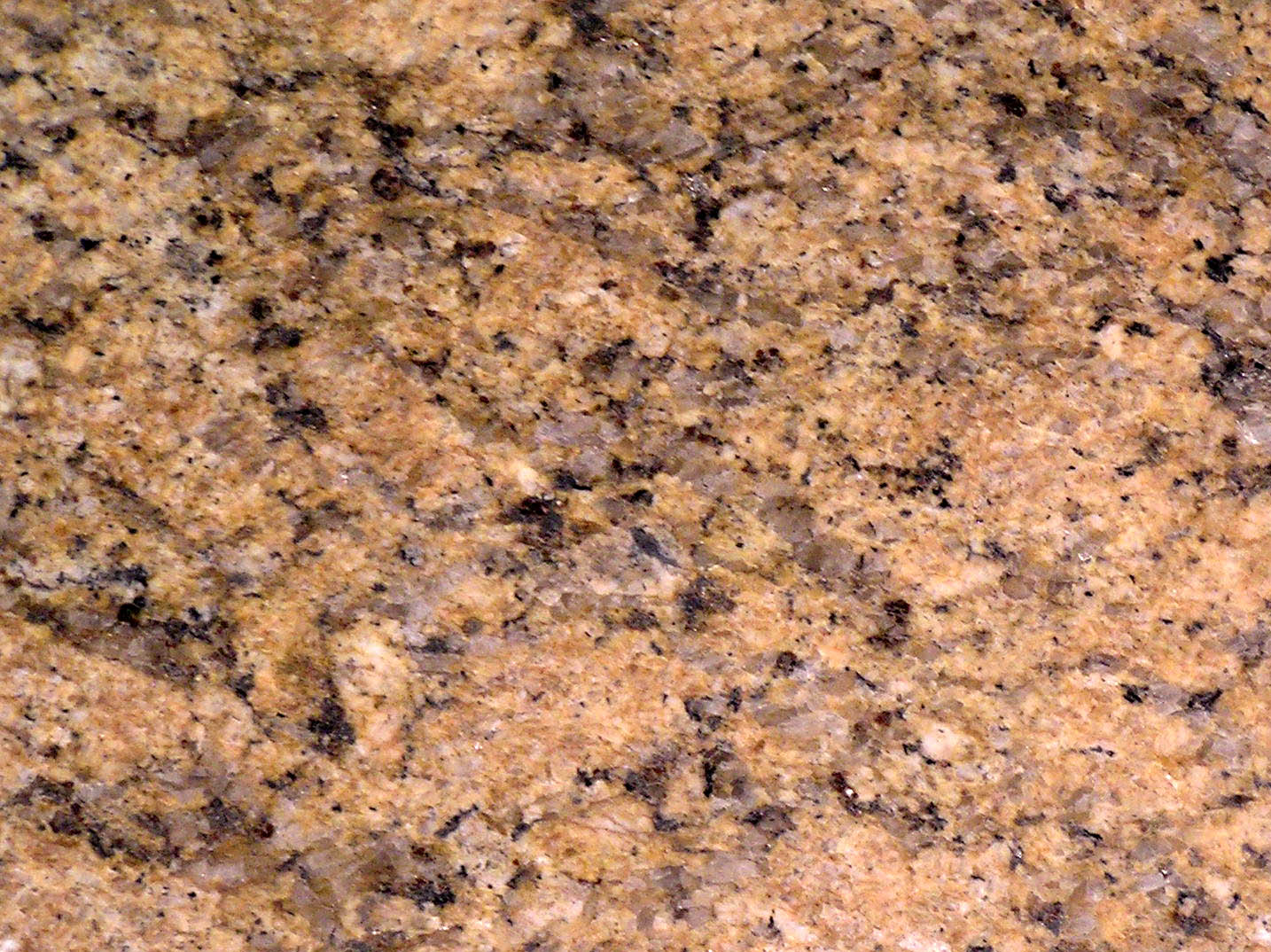
Gepolijst graniet uit Duitsland
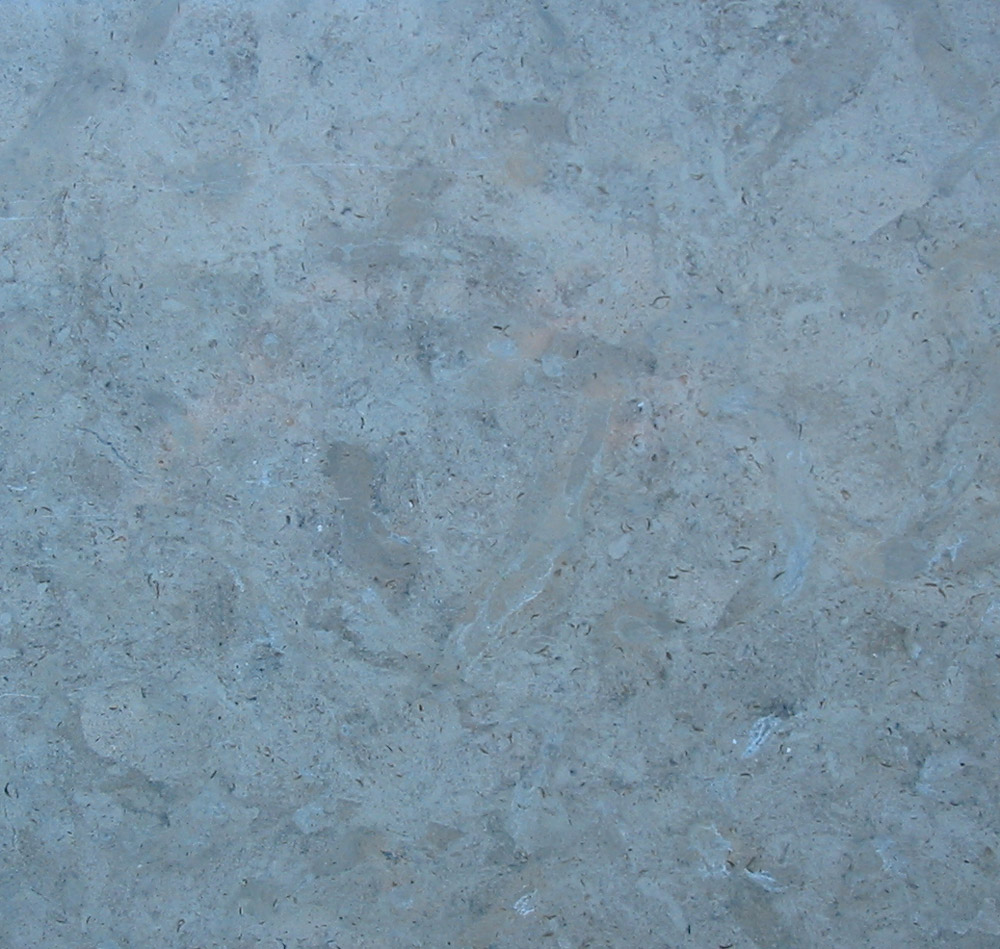
Lasnamagi kalksteen uit Estland
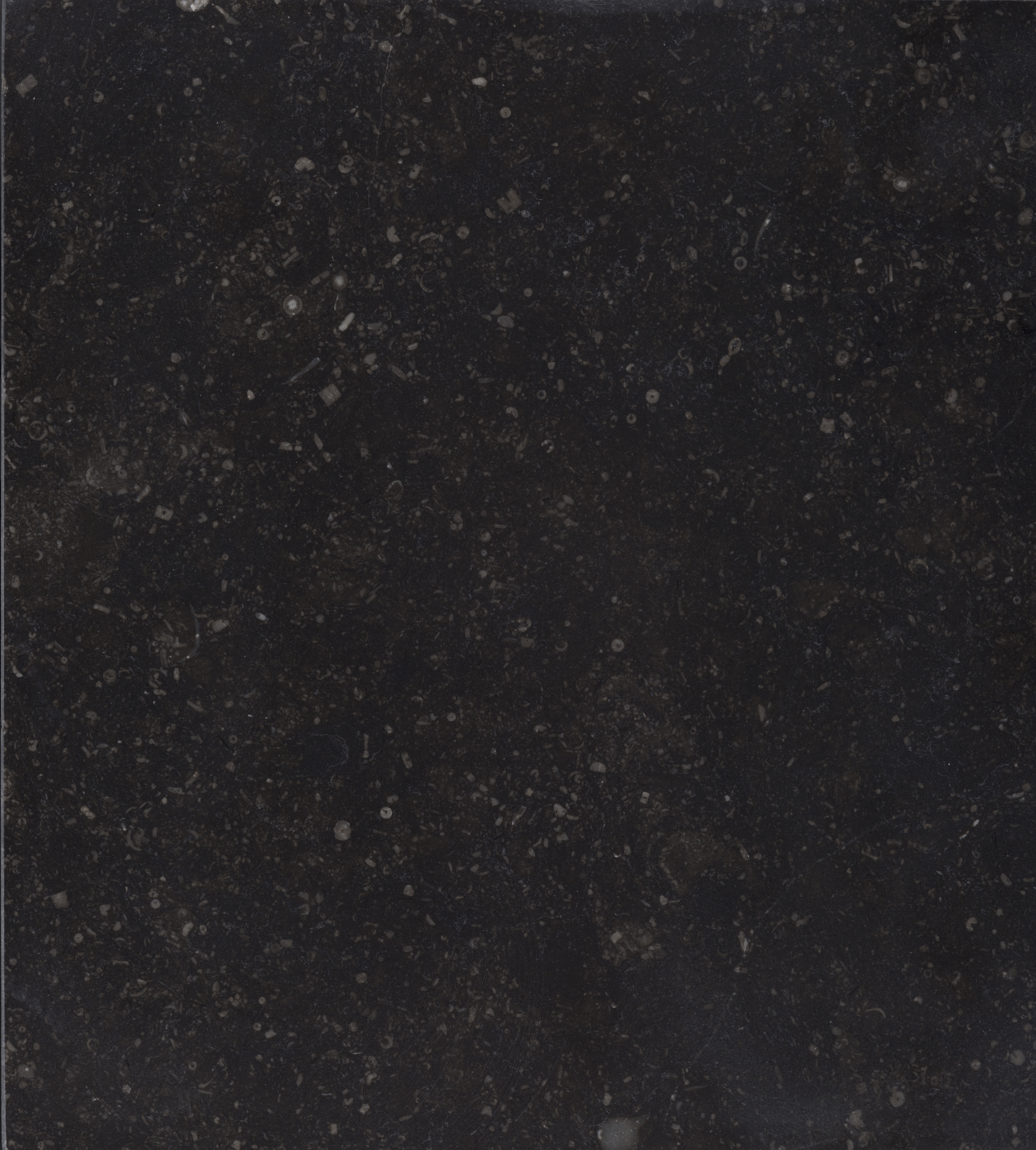
Belgisch hardsteen
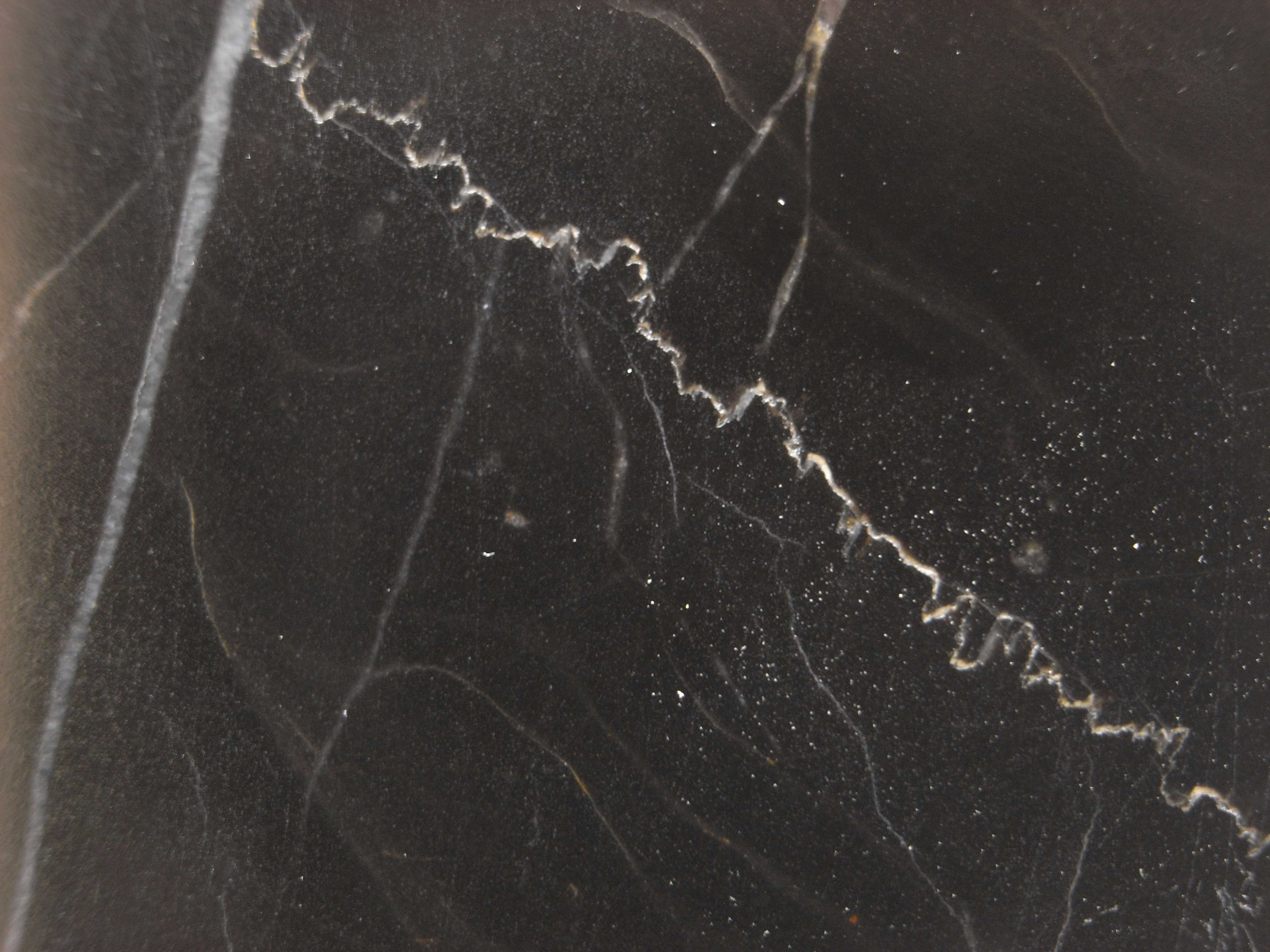
Czarnov kalksteen uit Slowakije
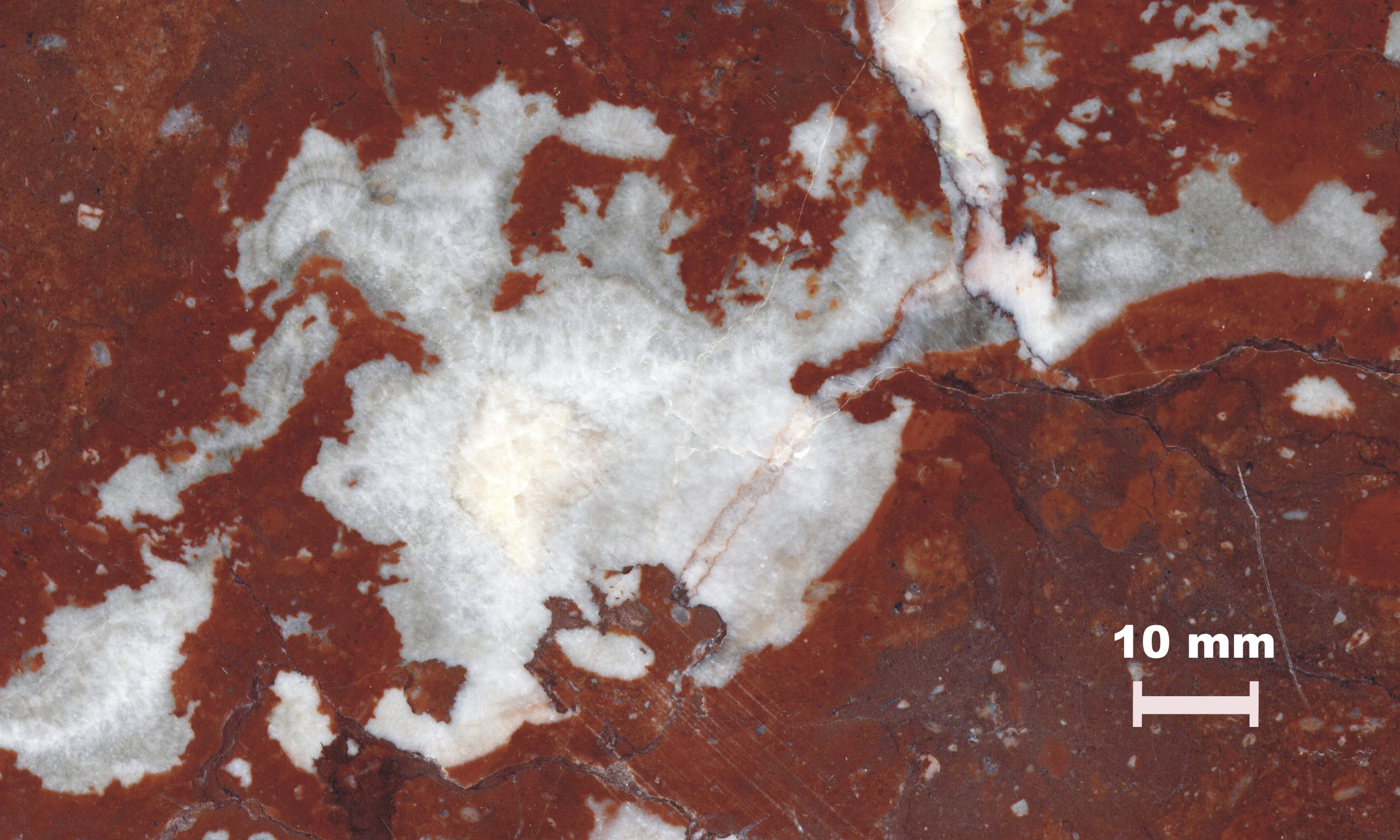
Marmer "Griotte Belge" uit België